# کاظمیه (هوپا)
کاظمیه (به لاتین: Kazimiye) یک منطقهٔ مسکونی در ترکیه است که در هوپا واقع شده‌است. کاظمیه ۲۲۰ نفر جمعیت دارد.